# Tessa Polder
Tessa Polder (* 10. Oktober 1997 in Capelle aan den IJssel) ist eine niederländische Volleyballspielerin. Die Mittelblockerin wurde 2019 mit Schwerin deutsche Pokalsiegerin und Vizemeisterin, bevor sie erneut für Aachen spielte. In der Saison 2020/21 spielt sie in Frankreich für ASPTT Mulhouse.

## Karriere
Polder wurde beim Talent Team Papendal ausgebildet. Sie nahm 2014 mit den niederländischen Juniorinnen an der U19-Weltmeisterschaft in Griechenland teil. Bis 2016 spielte die Mittelblockerin beim niederländischen Erstligisten Sliedrecht Sport. Sie stand im Kader der A-Nationalmannschaft für den Volleyball World Grand Prix 2016. Anschließend wurde Polder vom deutschen Bundesligisten Ladies in Black Aachen verpflichtet. Mit dem Verein erreichte sie in der Saison 2016/17 jeweils das Viertelfinale in den Bundesliga-Playoffs und im DVV-Pokal 2016/17. Im folgenden Jahr kam sie in Playoff-Halbfinale. Anschließend wechselte sie zum deutschen Meister SSC Palmberg Schwerin. Mit Schwerin gewann sie den DVV-Pokal und wurde deutsche Vizemeisterin. 2019 kehrte sie zurück nach Aachen. In der Saison 2019/20 kam sie mit Aachen jeweils ins Viertelfinale des DVV-Pokals und des europäischen Challenge Cups. Als die Bundesliga-Saison kurz vor den Playoffs abgebrochen wurde, standen die Ladies in Black auf dem siebten Tabellenplatz. In der Saison 2020/21 spielt sie für den französischen Verein ASPTT Mulhouse.